# Garbsen
Garbsen (pronunciación en alemán: /ˈɡaʁpsn̩/ (escucharⓘ)) es una ciudad alemana de la región de Hanóver, en Baja Sajonia. Tiene una población estimada, a fines de 2020, de 61 021 habitantes.
Está ubicada al noroeste de la ciudad de Hanóver. Es la segunda ciudad más grande de la región.

## División de la ciudad
La ciudad consta de 13 distritos:
- Altgarbsen
- Auf der Horst
- Berenbostel
- Frielingen
- Garbsen-Mitte
- Havelse
- Heitlingen
- Horst
- Meyenfeld
- Osterwald Oberende
- Osterwald Unterende
- Schloss Ricklingen
- Stelingen

## Relaciones internacionales
Garbsen está hermanada con:
- Hérouville-Saint-Clair (Francia)
- Bassetlaw (Reino Unido)
- Farmers Branch (Texas, EE. UU.)
- Schönebeck (Sajonia-Anhalt, Alemania)
- Września (Polonia)

## Personas asociadas a la ciudad
- Volker Finke, *(1948-) - entrenador de fútbol del SC Freiburg
- Frank Pagelsdorf, *(1958-) - entrenador del fútbol del Hansa Rostock
- Erdoğan Atalay, *(1966-) - Actor
- Kim-Valerie Voigt, *(1989-) - Miss Alemania 2008

## Literatura
- Christian Heppner: Garbsen - Neue Mitte am Rand?, Die Entstehung einer Stadt im suburbanen Raum 1945-1975. Hannover 2005, ISBN 3-938769-02-5.